# Anne-Mar Zwart
Anne-Mar Zwart (Hilversum, 14 mei 1985) is een Nederlands programmamaker, tv-presentatrice en bij tijd en wijle zangeres. Ze begint haar carrière als redacteur bij de Evangelische Omroep (EO) en maakt hier in 2010 haar debuut als tv-presentatrice. Ze is vooral bekend van de EO-programma's Hip voor Nop en Anti Pest Club.

## Biografie en carrière

### Begin carrière
Zwart studeert Media en Entertainment en gaat in die hoedanigheid in 2006 als stagiaire aan de slag bij de kinderprogramma's van de EO. Ze werkt mee aan Omega Code en LoveMatch. Na afloop van haar stage blijft ze freelance voor de EO werken. Na haar afstuderen raakt ze betrokken bij de totstandkoming van het populaire kinderprogramma Checkpoint.
Na jaren achter de schermen gewerkt te hebben, maakt ze haar presentatiedebuut in Scrooged, dat wordt gemaakt als onderdeel van TV Lab 2010. Van dit programma wordt een vervolg gemaakt, maar de presentatie wordt overgenomen door Manuel Venderbos.
Na Scrooged presenteert Zwart programma's als Loverboys (met Marc Dik), Retourtje Israël (met Klaas van Kruistum) en Melk en Honing (met Herman Wegter).

### Successen
Op 26 augustus 2012 wordt de eerste aflevering van Voor God en Vaderland uitgezonden. Dit geschiedenisprogramma, dat in seizoen 3 verdergaat onder de naam Helden en Herrieschoppers, presenteert Zwart wederom samen met Klaas van Kruistum. In 2014 wint dit programma de internationale kinderjuryprijs van de Prix de Jeunesse.
In februari 2014 gaat Zwart het fashionprogramma Hip voor Nop presenteren. Verder wordt ze datzelfde jaar lid van het presentatorenteam van van het onderzoeksjournalistiekprogramma 3Onderzoekt.
In september 2015 wordt Zwart presentatrice van Anti Pest Club. Ook met dit programma valt ze meerdere keren in de prijzen. Zo wint ze in 2016 met dit programma de award voor beste jeugdprogramma bij De TV-Beelden. Later dat jaar volgde de Cinekid Kinderkast Publieksprijs. Een jaar later, in 2017, wint ze voor de Anti Pest Club ook de Gouden Roos voor het beste kinder- en jeugdprogramma van Europa. De Anti Pest Club wordt in de daaropvolgende jaren opgevolgd door verschillende formats over pesten, zoals De Plaagmuur (2020), #MijnPestverhaal (2021), Stip It (2023, samen met Anne Appelo) en Stip It: De Pestbril (2024).
Behalve met de Anti Pest Club maakt Zwart in 2017 ook furore met Hallo, ik heb kanker. Voor dit programma, waarin ze vier kinderen met kanker volgt, wordt ze genomineerd voor de Gouden Stuiver. Ze weet deze nominatie niet te verzilveren, maar nog dezelfde maand wint ze voor dit programma wel haar tweede Cinekid Kinderkast Publieksprijs. In 2022 wordt het programma voor de tweede keer genomineerd voor de Gouden Stuiver, inmiddels hernoemd tot Televizier-Ster Jeugd. Ditmaal wordt de nominatie wel verzilverd.

### Vanaf 2018
In 2018 speelt Zwart een van de discipelen in The Passion. Datzelfde jaar vlogt ze op YouTube. In haar video's test ze producten uit, beantwoordt ze vragen van kinderen en geeft ze kijkers een blik achter de schermen van tv-programma's die ze maakt. Aan het einde van het jaar presenteert Zwart samen met Harm Edens een speciale benefietuitzending Zet 'm op! voor de CliniClowns.
Begin 2019 neemt Zwart de presentatie van het van SBS6 overgekomen programma De Boomhut Battle (voorheen Boomhut XXL) over van Kim-Lian van der Meij. Dat najaar lanceert Zwart samen met Sterre Koning een videoclip van Gorgeous, Gorgeous, de titelsong van Hip voor Nop. In 2020 presenteert Zwart met Van Leeuwen Nietalleen.nl, een dagelijks live NPO1 programma met reportages van initiatieven die tijdens de coronacrisis in Nederland ontstaan. Verder worden er hulpvragen gedeeld die op het platform worden geplaatst.
Vanaf 2020 presenteert ze Enkeltje Verweggistan, een programma van de EO/NPO ZAPP over kinderen die gaan verhuizen naar het buitenland.
In 2021 maakt Zwart in het kader van de Week van de vruchtbaarheid de podcastserie Willen jullie geen kinderen? over vruchtbaarheidsproblemen. Het jaar erna volgt CHICA, dat ze samen met Anne Appelo en Rachel Rosier presenteert. Dit programma neemt de plek over van Hip voor Nop, dat na ruim zeven jaar in dit programma opgaat. Dat najaar is ze te zien als presentatrice van de documentaireserie Handen aan de Couveuse op NPO 1.
Ook presenteert Zwart in 2022 een speciale uitzending van Blauw Bloed over het twintigjarig huwelijk van het Nederlandse koningspaar. Vanaf januari 2023 keert dit programma na protesten terug op televisie en wordt Zwart de vaste presentatrice. Ze presenteert het programma echter slechts één seizoen.

## Privé
Zwart heeft samen met haar partner een zoon en een dochter.